# Associazione Calcio La Dominante
L'Associazione Calcio La Dominante è stata una società calcistica della città di Genova, nata il 27 luglio 1927 dalla fusione tra Andrea Doria e Sampierdarenese (le stesse squadre che poi, nel dopoguerra, ad agosto del 1946 diedero origine alla Sampdoria). Il club ebbe vita breve, assumendo nel 1930 la denominazione Foot Ball Club Liguria e sciogliendosi l'anno successivo.

## Storia

Una'azione del capitano Carzino in Atalanta-La Dominante 2-0 del 23 dicembre 1928.

Il nuovo club fu costituito per volere del regime fascista, che propugnava in quel periodo una decisa politica delle fusioni tra squadre concittadine, per ridurre le forti rivalità tra gruppi di tifosi della stessa città, e per garantire al maggior numero possibile di città la presenza nel massimo campionato nazionale.
Per la neonata società venne appositamente costruito lo Stadio Littorio di Cornigliano, e venne creata una divisa completamente nera, colore gradito ai gerarchi fascisti locali, alla quale furono aggiunti risvolti prima bianchi poi verdi. Lo stemma sul petto raffigurava un grifone affiancato da un fascio littorio, mentre il nome scelto era uno degli antichi appellativi della Repubblica marinara di Genova, e voleva rappresentare, con la tipica retorica del tempo, l'appartenenza della squadra all'intera città. I tifosi dei due antichi club dissolti però non gradirono la fusione, e il nuovo sodalizio non fu mai particolarmente amato ed ebbe vita piuttosto breve.
La Dominante esordì nel campionato di Divisione Nazionale 1927-1928, classificandosi decima su undici partecipanti nel girone B. L'anno successivo, a causa di un allargamento dei gironi di Divisione Nazionale, fu ripescata e prese parte al girone A del campionato di Divisione Nazionale 1928-1929, arrivando nuovamente decima, questa volta su sedici partecipanti. In virtù di questo piazzamento rimase quindi esclusa dalla nuova Serie A, e fu iscritta alla Serie B.
Stanti i cattivi risultati del progetto del 1927, il regime cercò di creare più sostegno intorno alla nuova formazione genovese e agendo in maniera analoga a 4 anni prima sciolse la Corniglianese, peraltro anch'essa economicamente disastrata e incapace di terminare regolarmente la stagione, per unirla alla vecchia Dominante in una nuova formazione. Fu così che la Dominante cambiò nome, divenendo il Foot Ball Club Liguria, e adottò una divisa rossonera a strisce verticali, riprendendo i colori che furono della Sampierdarenese. Alcuni soci della Corniglianese, tuttavia, si ribellarono alla fusione e rifondarono il sodalizio ripartendo dalla Terza Divisione.
Anche l'FBC Liguria fu poco amato dai tifosi d'un tempo ed ottenne risultati disastrosi: nel primo campionato di Serie B disputato, cascò subito nella retrocessione in Prima Divisione, con ultimo posto in classifica e due partite non disputate per forfait da Capitan Grabbi e compagni. Nel 1931, preso atto anche del fallimento del Liguria, i gerarchi fascisti convocarono i vecchi dirigenti della Sampierdarenese, chiedendo di rianimare il club. La risposta fu affermativa, a patto di poter riacquistare la vecchia denominazione. Fu così che la fusione del 1927 venne annullata, con la conseguente rinascita di Sampierdarenese e Andrea Doria.

## Cronistoria

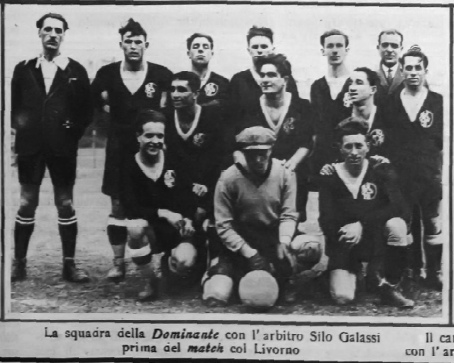
Una formazione della Dominante

## Allenatori
- 1927-1928  Karl Rumbold
- 1928-1929  Rudolf Stanzel
- 1929-1930  Augusto Rangone
- 1930-1931  Karl Rumbold

## Palmarès

### Altri piazzamenti
- Serie B:

Terzo posto: 1929-1930